# منتخب بنين لكرة القدم
منتخب بنين لكرة القدم (بالفرنسية: Équipe nationale de Football du Benin)‏ الملقب بالسناجب، هو المنتخب الوطني لكرة القدم لدولة بنين، بإشراف اتحاد بنين لكرة القدم. كان يُعرف باسم منتخب داهومي لكرة القدم حتى عام 1975، قبل أن يتم تغيير اسم البلاد من داهومي إلى بنين.
تأسس منتخب بنين في عام 1962 وانضم إلى الفيفا في العام نفسه وقد تأهل لكاس أمم أفريقيا 3 مرات أولها عام 2004 وتأهل في 2008 وآخر مشاركة في 2010 بأنجولا ولم يسبق له التأهل لكاس العالم.

## سجل كأس العالم
- 1930 إلى 1970 -- لم يشارك
- 1974 -- لم يتأهل
- 1978 إلى 1982 -- لم يشارك
- 1986 -- لم يتأهل
- 1990 -- لم يشارك
- 1994 -- لم يتأهل
- 1998 -- لم يشارك
- 2002 إلى 2022 -- لم يتأهل

## سجل كأس الأمم الأفريقية
- 1957 إلى 1970 -- لم يشارك
- 1972 -- لم يتأهل
- 1974 إلى 1976 -- انسحب
- 1978 -- لم يشارك
- 1980 -- لم يتأهل
- 1982 -- لم يشارك
- 1984 إلى 1986 -- لم يتأهل
- 1988 إلى 1990 -- لم يشارك
- 1992 إلى 1994 -- لم يتأهل
- 1996 -- انسحب
- 1998 إلى 2002 -- لم يتأهل
- 2004—الجولة 1
- 2006 -- لم يتأهل
- 2008—الجولة 1
- 2010—الجولة 1
- 2012 -- لم يتأهل
- 2013 -- لم يتأهل
- 2015 -- لم يتأهل
- 2017 -- لم يتأهل
- 2019—ربع نهائي
- 2021 -- لم يتأهل
- 2023 -- لم يتأهل

## قائمة مديري بنين
- ميشيل دوسوي
- سيسيل جونز Attuquayefio
- هيرفي ريفيلي
- ديدييه Notheaux
- راينهارت فابيش
- سيرج Devèze
- رينيه Taelman

## الروابط
- الموقع الرسمي لشون فارس
- قائمة بيانات المنتخب من الموقع الرسمي للفيفا باللغة العربية